# Technisches Eisenbahnmuseum Lieboch

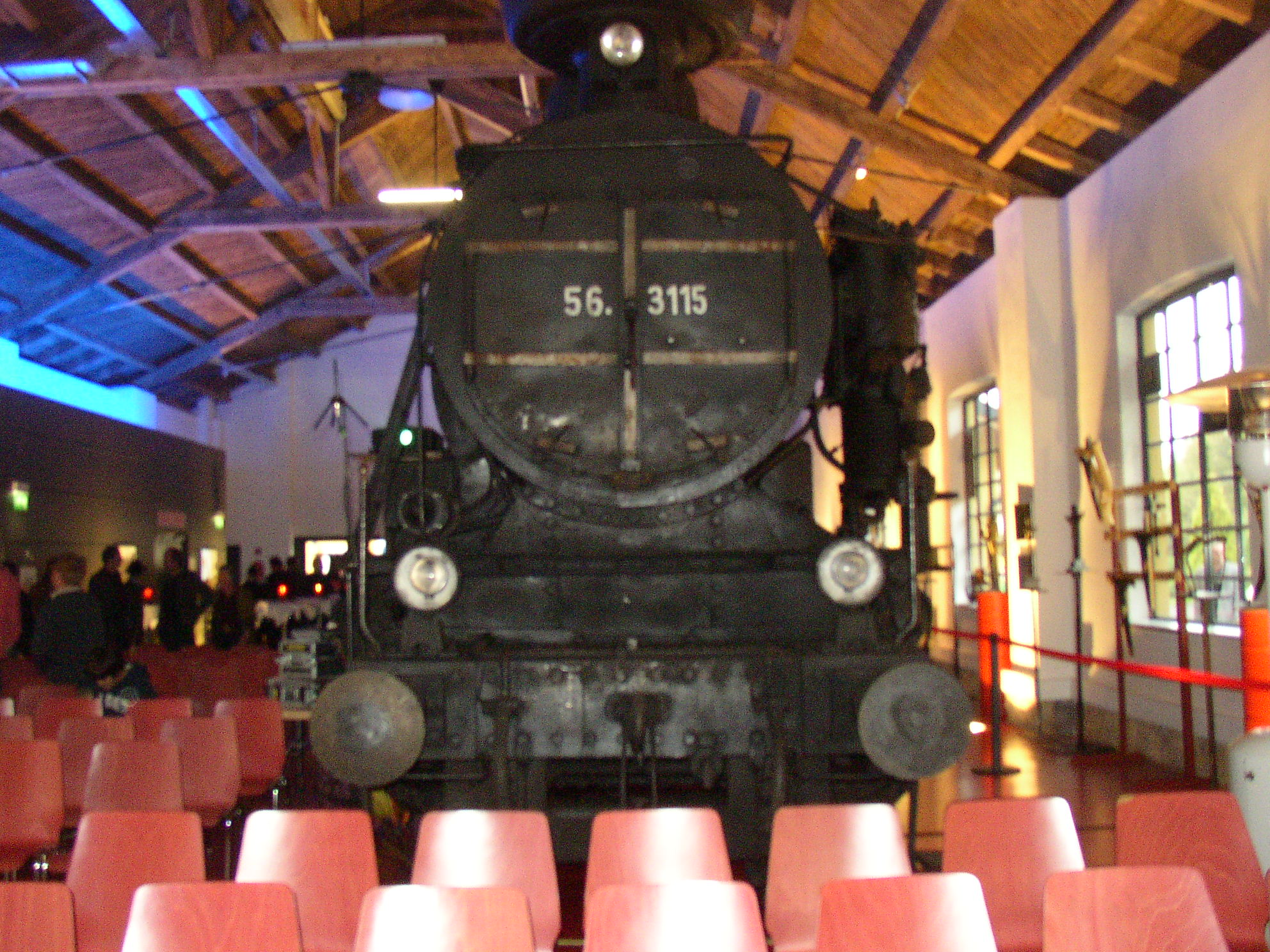
TEML (innen)

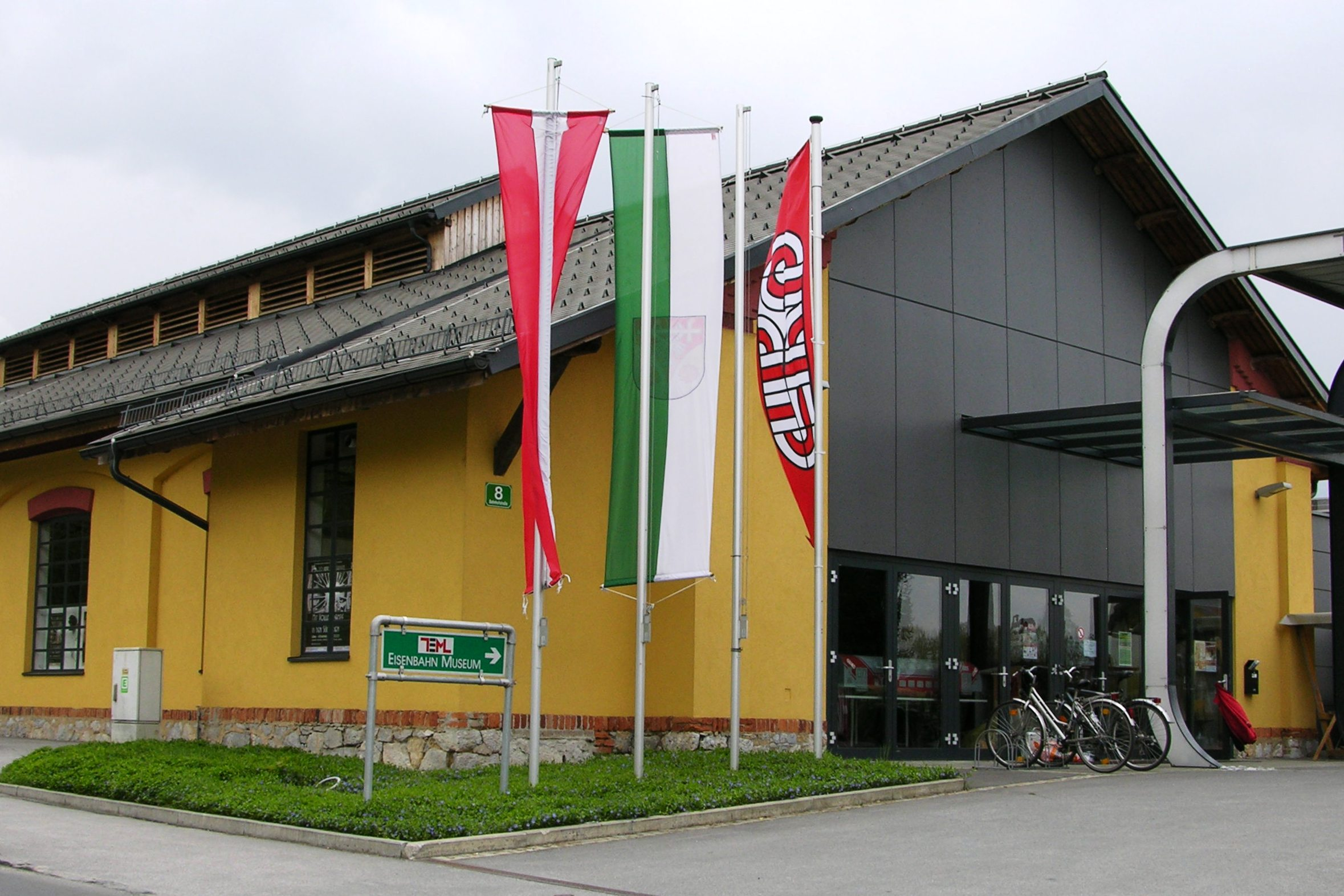
TEML (außen)

Das Technische Eisenbahnmuseum Lieboch (TEML) ist ein von der steirischen Gemeinde Lieboch, der Graz-Köflacher Bahn und Busbetrieb GmbH (GKB) und den Steirischen Eisenbahnfreunden (StEF) im ehemaligen Heizhaus der Wieserbahn am Bahnhof Lieboch eingerichtetes und im Jahr 2004 eröffnetes Eisenbahnmuseum.
Das Museumskonzept basiert auf einer Dauerausstellung zur Geschichte der historischen Graz-Köflacher Bahn bzw. der nunmehrigen Graz-Köflacher Bahn und Busbetrieb GmbH. Als ständige Exponate werden unter anderem die Dampflokomotive 56.3115 und mehrere historische Waggons gezeigt. Auch viele detailgetreue Bahnhofsmodelle und eine historische Fahrdienstleitung u. a. m. können bewundert werden. Dazu kommen immer wieder Sonderausstellungen, wie 2007 anlässlich des 150-jährigen Jubiläums der Eröffnung der Südbahn Wien-Triest, die Ausstellung „Mit Volldampf in den Süden“. Ergänzt wird das Angebot um einen kleinen Museumsshop und eine Kinderecke.
Das Technische Eisenbahnmuseum in Lieboch beherbergt auch immer wieder Events und Veranstaltungen.